# Cattleya mooreana
Cattleya mooreana är en orkidéart som beskrevs av Withner, Allison och Guenard. Cattleya mooreana ingår i släktet Cattleya och familjen orkidéer.
Artens utbredningsområde är Peru. Inga underarter finns listade i Catalogue of Life.